# جيمس س. هاريسون
جيمس س. هاريسون (بالإنجليزية: James C. Harrison)‏ هو فنان أمريكي، ولد في 27 نوفمبر 1925 في ديترويت في الولايات المتحدة، وتوفي في 4 نوفمبر 1990 في بروكلين في الولايات المتحدة.